# Rio Paranapanema
Vista do rio no município de Paranapanema.
O rio Paranapanema (termo da língua geral meridional que significa "rio azarado": paraná, rio + panema, azarado, no sentido de azar na pesca) é um dos cursos de água mais importantes do interior do estado de São Paulo, no Brasil. Ele é um divisor natural dos territórios dos Estados de São Paulo e Paraná.
O rio Paranapanema tem uma extensão total de 929 quilômetros em um desnível de 570 metros, desenvolvendo-se no sentido geral leste-oeste e desaguando no rio Paraná numa altitude de 239 metros aproximadamente.
As nascentes do rio Paranapanema estão localizadas na serra Agudos Grandes, em Capão Bonito muito próximo das divisas dos municípios de Eldorado e Ribeirão Grande, no Sudoeste do estado de São Paulo, a aproximadamente 100 quilômetros da costa Atlântica, numa latitude de 24°16'41,5" sul e longitude 48°16'36,4 oeste, a cerca de 900 metros acima do nível do mar.
O rio Paranapanema, das nascentes até a foz do rio Itararé, corre em território paulista; a jusante deste ponto, faz divisa entre os estados do Paraná e de São Paulo até sua foz no rio Paraná, no ponto tríplice entre os estados do Paraná, São Paulo e Mato Grosso do Sul.
A declividade média total do rio Paranapanema, desde suas nascentes até a desembocadura no rio Paraná é de 61 centímetros por quilômetro. Não considerando os primeiros 100 quilômetros, onde o rio desce a serra de Paranapiacaba, a sua declividade média é de 43 centímetros por quilômetro, valor relativamente baixo para um percurso tão extenso (820 quilômetros).
Ele é tão importante que tem o seu próprio dia: 27 de agosto, criado pela Lei Estadual 10 488/99 (Antônio Salim Curiati), (sancionada pelo governador Mário Covas).
O Paranapanema é o rio menos poluído do estado de São Paulo.

## Trechos
O rio Paranapanema possui três principais trechos:

### Baixo Paranapanema
Da foz, no rio Paraná, até Salto Grande, com 421 quilômetros de extensão. Apresenta uma declividade média de 29 centímetros por quilômetro, larguras superiores a 200 metros nos trechos mais profundos e nos trechos rasos, larguras que chegam a atingir 800 metros. Os raios de curvatura são da ordem de 1 000 metros. O curso é muito pouco sinuoso, apresentando um total equilíbrio horizontal, com exceção, somente, do trecho nas proximidades da embocadura no Paraná, onde nota-se a existência de bancos de areia móveis e ilhas.

### Médio Paranapanema
De Salto Grande até a confluência do rio Apiaí-Guaçu, com 328 quilômetros de extensão.
Apresenta um desnível total de 210 metros. Não se pode falar em declividade média para este trecho, uma vez que, com a construção de várias barragens para fins de aproveitamento hidrelétrico, este desnível está, em sua maior parte, concentrado.

### Alto Paranapanema

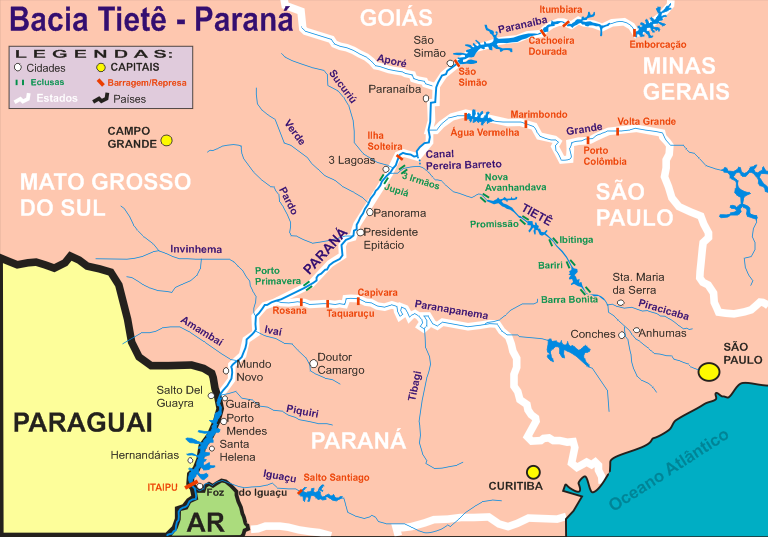
Bacia Paranapanema-Paraná

Da confluência do rio Apiaí-Guaçu, até as nascentes, na serra de Agudos Grandes, com uma extensão total de 180 quilômetros. Apresenta uma declividade média bastante elevada de 150 centímetros por quilômetro. Drenando uma série de ribeirões que descem da serra de Paranapiacaba, o Alto Paranapanema vai ganhando porte e se consolida ao receber os rios Itapetininga e Apiaí-Guaçu.
A navegação do rio Paranapanema é praticada basicamente no baixo curso entre Euclides da Cunha Paulista e Terra Rica, jusante da corredeira da Coroa do Frade, numa extensão de cerca de 70 quilômetros, contados a partir da foz do rio Paraná. Essa navegação é feita em caráter bastante precário. Em condições naturais, a profundidade mínima neste trecho, em estiagem, é de cerca de 1,50 metro.
Nos últimos 421 quilômetros de jusante, no percurso entre a foz e a barragem de Salto Grande, a declividade média é de 29 centímetros por quilômetro, propício para a navegação.

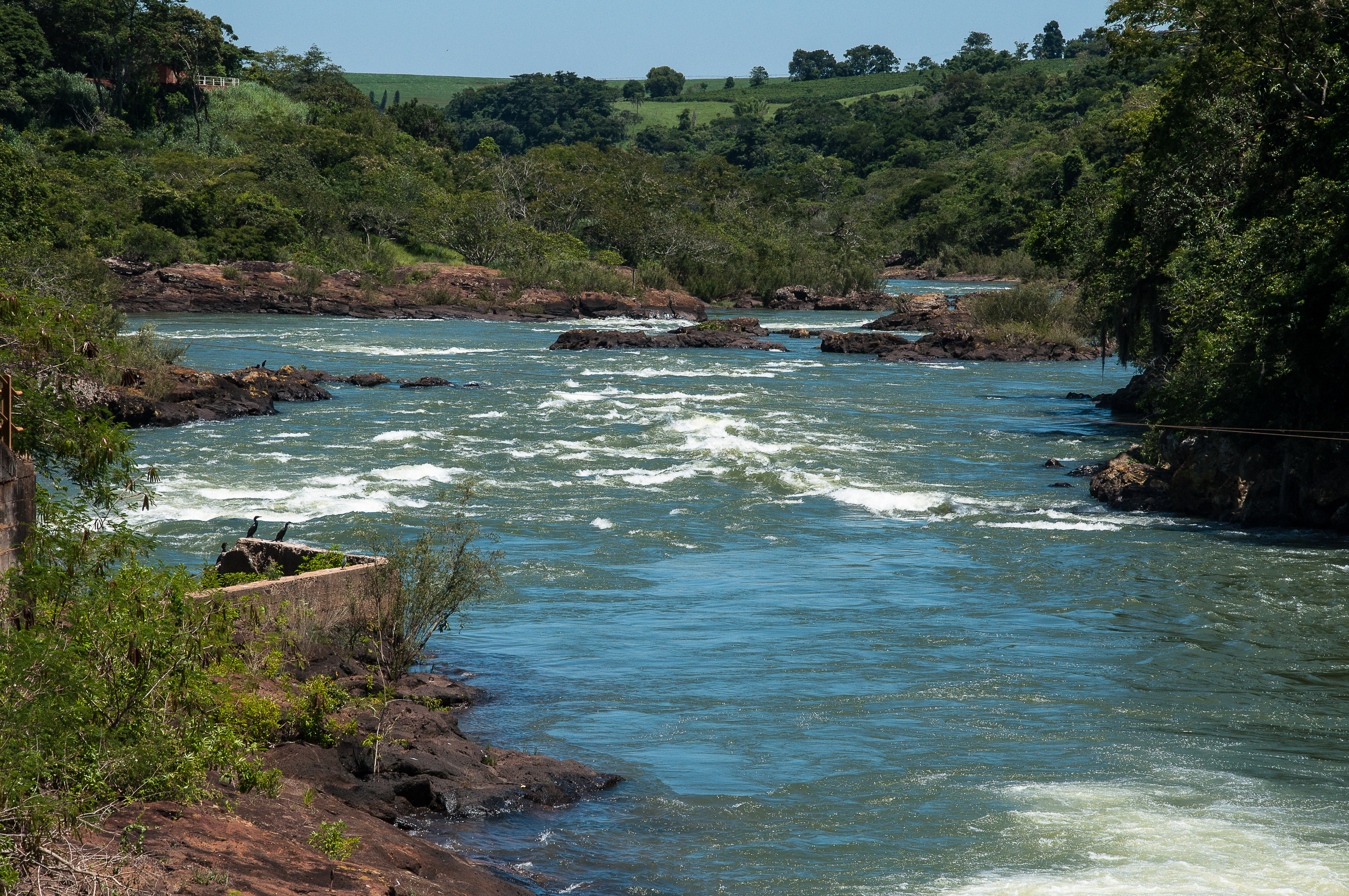
Corredeiras do rio Paranapanema

Os principais acidentes naturais que interrompem ou prejudicam a navegação são: banco basáltico, rochas aflorantes, velocidade de corrente reduzida, pouca profundidade, canal estreito no meio do rio, velocidade da corrente elevada; movimento ondulatório, canal sinuoso, bancos de areia e trechos com forte declividade.
As grandes reservas de água acumulada nas barragens superiores têm uma influência considerável no regime do rio, em seu curso médio; no curso inferior esta influência é mais reduzida, não influindo de toda a forma nas condições naturais que impedem totalmente a navegação.

### Barragens e represas
O rio Paranapanema possui um total 11 barragens, e suas respectivas represas, em sua extensão. A tabela seguinte traz a lista seguindo-se em direção ao rio Paraná.
| Barragem                           | Represa              | Capacidade de produção | Área do reservatório |
| ---------------------------------- | -------------------- | ---------------------- | -------------------- |
| Usina Hidrelétrica de Jurumirim    | Represa de Jurumirim | 98 MW                  | 449 km²              |
| Usina Hidrelétrica Piraju          | Piraju               | 80 MW                  | 12,75 km²            |
| Usina Hidrelétrica Paranapanema    | Piraju               | 31 MW                  | 1,5 km²              |
| Usina Hidrelétrica de Chavantes    | -                    | 414 MW                 | 400 km²              |
| Usina Hidrelétrica de Ourinhos     |                      | 33 MW                  | 4,33 km²             |
| Usina Hidrelétrica de Salto Grande | -                    | 74 MW                  | 12 km²               |
| Usina Hidrelétrica de Canoas II    | -                    | 72 MW                  | 22,5 km²             |
| Usina Hidrelétrica de Canoas I     | -                    | 81 MW                  | 30,85 km²            |
| Usina Hidrelétrica de Capivara     | Escola Mackenzie     | 619 MW                 | 576 km²              |
| Usina Hidrelétrica de Taquaruçu    | Escola Politécnica   | 526 MW                 | 80,1 km²             |
| Usina Hidrelétrica de Rosana       | -                    | 353 MW                 | 220 km²              |

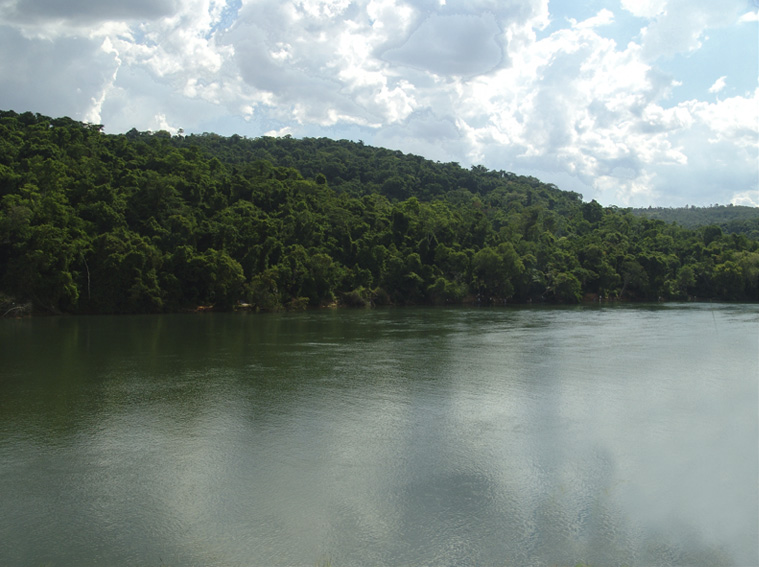
O rio em Cerqueira César
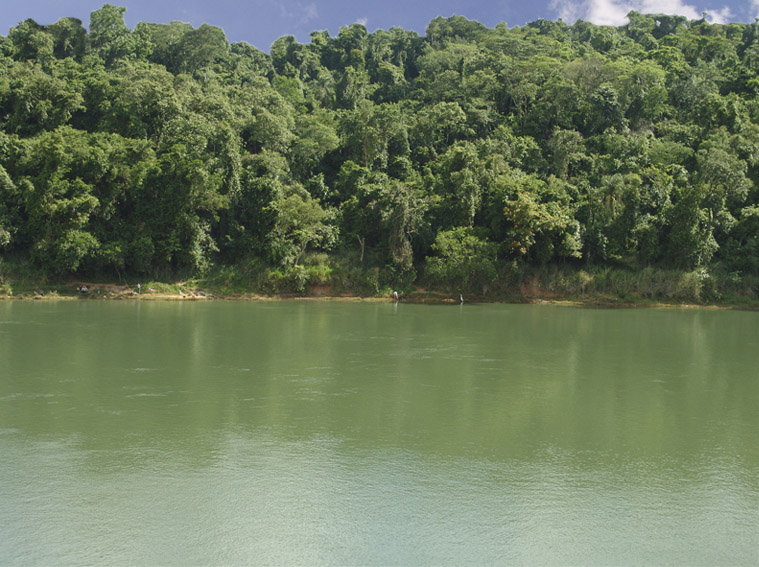
Divisa com Piraju
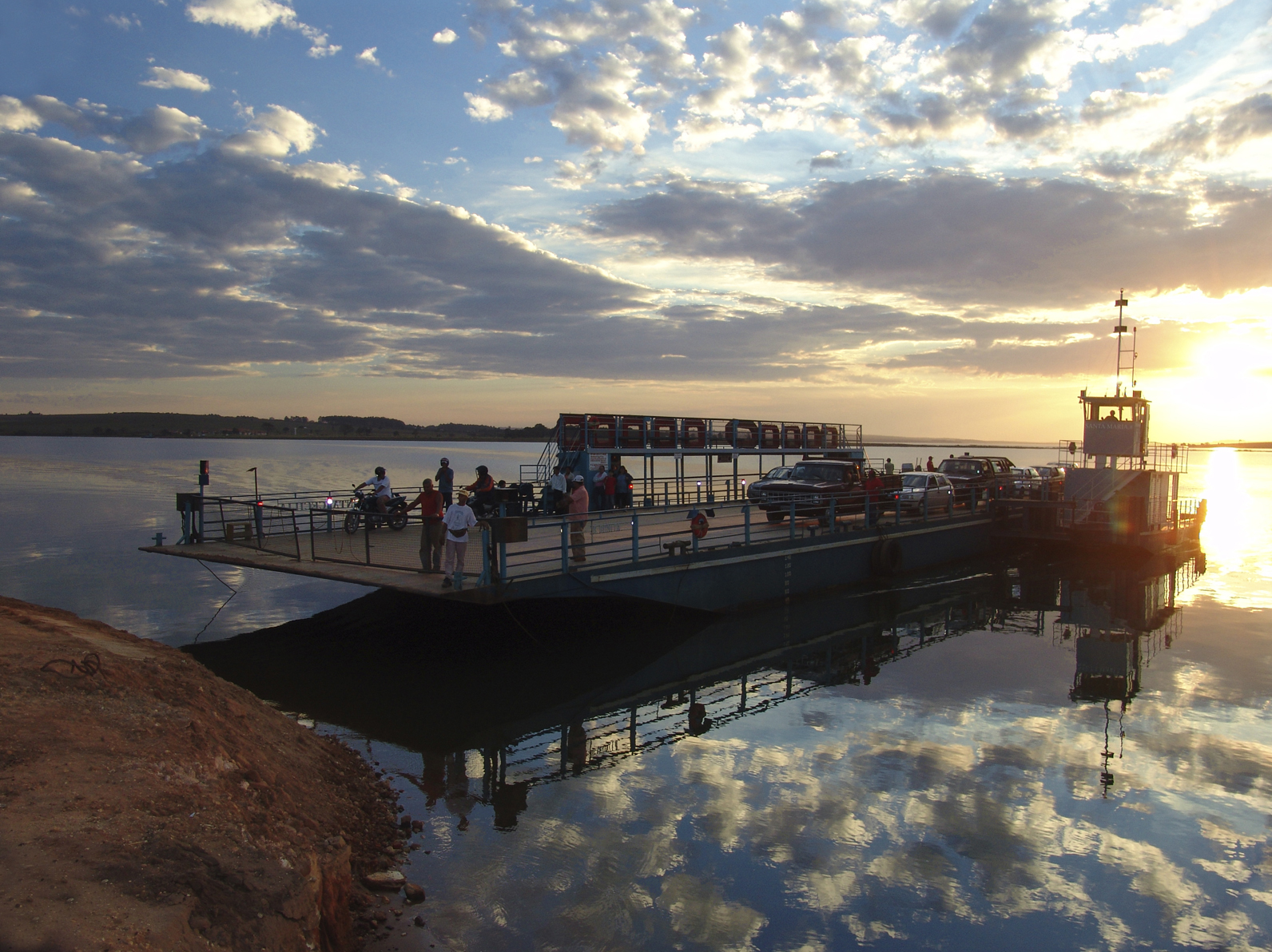
Balsa ligando Paranapanema a Itatinga e SP-280